# Geschützter Landschaftsbestandteil Obstbaumreihe nördlich Erlinghausen
Der Geschützte Landschaftsbestandteil Obstbaumreihe nördlich Erlinghausen liegt nördlich von Erlinghausen im Stadtgebiet von Marsberg. Das Gebiet wurde 2008 mit dem Landschaftsplan Marsberg durch den Kreistag des Hochsauerlandkreises als Geschützter Landschaftsbestandteil (LB) ausgewiesen. Das LB liegt im Landschaftsschutzgebiet Freiflächen um Erlinghausen / Auf der Sandkuhle.

## Beschreibung
Der Landschaftsplan führt zum LB aus: „Das Objekt umfasst eine gut 1 km lange Obstbaumreihe aus Apfel- und Pflaumenbäumen entlang eines asphaltierten Feldweges. Die Baumreihe unterstreicht, insbesondere von Norden aus gesehen, einen sehr flachen Geländerücken. Ihre Länge, das hohe Durchschnittsalter der Bäume, die relativ ausgeräumte, ackerbaulich dominierte Feldflur der Umgebung und ihre exponierte Lage machen diese Obstbaumreihe zu einem besonders prägenden Landschaftselement in diesem Teil des Roten Landes. Wie beim Geschützter Landschaftsbestandteil Obstbaumreihen Pastbüll ist auch hier eine deutliche Standortverbesserung der Bäume durch ein Abrücken der angrenzenden Ackernutzung erreichbar; zudem gibt es – insbesomdere im östlichen Teil – Bestandeslücken (im Westen wurden bereits einige Neupflanzungen vorgenommen).“

## Schutzzweck
Die Ausweisung als LB erfolgte:
- Zur Erhaltung, Entwicklung oder Wiederherstellung der Leistungs- und Funktionsfähigkeit des Naturhaushaltes
- Zur Belebung, Gliederung oder Pflege des Orts- und Landschaftsbildes
- Zur Abwehr schädlicher Einwirkungen

Das LB stellt, wie die anderen LBs im Landschaftsplangebiet, einen herausragenden Lebensraum für die ökologischen Leistungsfähigkeit des Naturhaushaltes dar. Dient ferner als landschaftsgliederndes und -belebendes Element. Die Ausweisung dient der Abwehr realer oder potenzieller schädlicher Einwirkungen durch Pflanzenentnahme, Relief- oder Gewässerveränderungen usw.